# Lista de partidos políticos na Zâmbia
Partidos políticos na Zâmbia enumera uma série dos mais notáveis partidos políticos na Zâmbia.
Zâmbia é um sistema de partido dominante com o Movimento para a Democracia Multipartidária em termos de potência. Os partidos da oposição são permitidos e têm alguma representação significativa no governo, mas são amplamente considerados como não tendo qualquer possibilidade real de ganhar a presidência ou a maioria no parlamento.

## Os partidos

### Partidos representados na Assembleia Nacional
- Movimento para a Democracia Multipartidária (MMD)- ruling
- Frente Patriótica (PF)
- Aliança Democrática Unida coligação
  - Partido Unido para o Desenvolvimento Nacional (UPND)
  - Partido Unido para a Independência Nacional (UNIP)
  - Fórum para a Democracia e Desenvolvimento(FDD)
- Partido Liberal Unido
- Foco Nacional Democrática

### Outros partidos
- Partido Património
- Partido República da Zâmbia

### Extinto
- Congresso Nacional Africano (Rodésia do Norte) - viveu 1948-1972
- Congresso Nacional Africano (Zâmbia) ZANC- viveu 1958-1959
- Partido Progressista Unido - viveu 1971-1972
- Partido Nova Geração